# Вардар (1908 – 1914)
Вижте пояснителната страница за други значения на Вардар.
„Вардар“ (на сръбски: „Вардар“) е сръбски вестник, излизал на кирилица в Скопие от 1908 до 1914 година, орган на сръбската пропаганда в Македония.
Орган е на организацията Сръбска демократическа лига в Османската империя. Подзаглавието му е Лист за политика, икономика и книжовност (лист за политику, привреду и књижевност), а заглавието е и на османотурски.
Вестникът започва да излиза по инициатива на сръбския консул Живоин Балугджич.
Печата се в Първа сръбска печатница „Вардар“, която от брой 75 (1912) е и собственик на вестника. Първовачално излиза в неделя, от брой 7(1910) в четвъртък и неделя, от брой 1 (1911) вторник, четвъртък и събота и от 1914 г. всеки ден без събота и неделя. Редактори са от брой 75 (1912) Стиян М. Дамњановић, а от 1914 г. – Никола Дивљакович, като директор Драголюб Илич. Вестникът излиза с малки прекъсвания поради османската цензура от 1903 до 1912 г. За пръв път е забранен на 7 юни 1910 г. Спира с избухването на Балканската война и е подновен в 1914 година, като е прекъснат заради избухването на Първата световна война. Вестникът критикува правителството и е спрян с решение на вътрешния министър Стоян Протич.